# Whetstone
Whetstone là một kiểm chuẩn tổng hợp để đánh giá hiệu suất của máy tính . 
Whetstone được viết lần đầu tiên bằng ALGOL 60 năm 1972 tại Bộ phận Hỗ trợ Kỹ thuật TSU (tiếng Anh: Technical Support Unit) của Bộ Thương mại và Công nghiệp ở Anh Quốc - sau này thuộc Cơ quan Viễn thông và Công nghệ Thông tin Trung ương viết tắt là CCTA (tiếng Anh: Central Computer and Telecommunications Agency). Nó được bắt nguồn từ số liệu thống kê về hành vi của chương trình tập trung trên máy tính KDF9 tại Phòng thí nghiệm Vật lý Quốc gia NPL (tiếng Anh: National Physical Laboratory) ở Anh Quốc, sử dụng một phiên bản sửa đổi trình biên dịch Whetstone ALGOL 60 của nó. Khối lượng công việc trên máy được biểu diễn như một bộ tần suất thực hiện của 124 chỉ thị của mã Whetstone. Trình biên dịch Whetstone được xây dựng tại Phòng Năng lượng nguyên tử của Công ty Điện tử Anh Quốc ở Whetstone, Leicestershire, Anh Quốc, và tên này được dùng để đặt cho trình kiểm chuẩn. Tiến sĩ B.A. Wichman tại NPL tạo một tập gồm 42 câu lệnh ALGOL 60 đơn giản, trong một kết hợp phù hợp với thống kê thực hiện .